# Bassi
Bassi, vodnjanski diskant. Jedan je od najstarijih drevnih oblika višeglasnog pjevanja u Europi.
Osobina je da ga pjevaju dva glasa. Najniži je stupanj našeg pučkog (dvoglasnog) pjevanja koje se veže uz istriotski ili istroromanski dijalekt. Kao i tonski sustav ovo dvoglasje nije uvijek temperirano. Potječe od crkvenih srednjovjekovnih načina pjevanja, tek neki stručnjaci ga definiraju "orijentalnim". Jednostavna je oblika. To je stih od jedne kitice s dva jedanaesterca. Lirsko je pjevanje. Rima je česta, a Baburdi ju vremenski smješta od 1200. do 1300. godine. Basse pjeva muški glas (tenor ili bas) koji predlaže temu, pa ga slijedi ženski glas (sopran ili alt) koji ju preuzima u intervalu kvinte koji ju razvija u niz kratkih prijelaza, sa završetcima u oktavi. Pjevačeva i pjevačicina spretnost te stih u jedanaestercu određuje sve. Ženski se glas ubacuje pri kraju dugog završnog takta, prave i istinske "pedale", nastavljajući pjevanje prema pravilima vokalnih ukrasa, prirođenim pučkoj tradiciji. Basse mogu izvoditi i dva muška glasa i tad se pjevanje naziva a duj (bas u dvoje).
Diskant i i dijatonička ljestvica su kao nematerijalna vrijednost proglašeni kulturnom baštinom Hrvatske a poslije su uvršteni na UNESCO-ovu listu svjetske baštine.